# Jørn Neergaard Larsen
Jørn Neergaard Larsen (ur. 11 lutego 1949 w Nørre Vedby) – duński prawnik i działacz gospodarczy, CEO organizacji pracodawców, od 2015 do 2016 minister ds. zatrudnienia.

## Życiorys
W 1975 ukończył studia prawnicze na Uniwersytecie Kopenhaskim. Do 1977 pracował w administracji Uniwersytetu w Roskilde, następnie do 1982 jako dyrektor sekcji w ministerstwie środowiska. Od 1982 do 1996 był dyrektorem zarządzającym duńskiego stowarzyszenia prawników i ekonomistów, a także branżowego funduszu emerytalnego. Następnie do 2015 pełnił tożsamą funkcję w konfederacji pracodawców Dansk Arbejdsgiverforening. Wielokrotnie powoływany w skład rad doradczych i innych organów różnych instytucji zajmujących się głównie kwestiami zatrudnienia i zabezpieczenia emerytalnego.
28 czerwca 2015 wszedł w skład monopartyjnego rządu Larsa Løkke Rasmussena jako minister ds. zatrudnienia. Zakończył urzędowanie 28 listopada 2016.